# Реакция Мицунобу
Реакция Мицунобу — реакция в органической химии, в процессе которой под действием трифенилфосфина и диэтилового эфира азодикарбоновой кислоты (C2H5O2CN=NCO2C2H5, DEAD) происходит превращение гидроксильной группы спиртов в различные функциональные группы. По существу является межмолекулярной дегидратацией. Реакция была открыта в 60-х годах XX века.  В процессе реакции спирт претерпевает обращение конфигурации.
Реакция Мицунобу играет важную роль в современном органическом синтезе. Ей были посвящены несколько обзорных публикаций.

## Механизм реакции
Механизм реакции является нетривиальным, идентификация интермедиатов, играющих в реакции ключевую роль, является предметом споров.
Вначале, трифенилфосфин (2) нуклеофильно атакует диэтилазодикарбоксилат (1), образуя бетаин (3), который депротонирует карбоновую кислоту (4) и образует с ней ионную пару (5). DEAD также депротонирует спирт (6), а образующийся алкоксид образует ключевой оксофосфониевый ион (8). Соотношение интермедиатов 8–11 зависит от силы карбоновой кислоты и полярности растворителя. Хотя и образуется несколько интермедиатов 9–11, лишь взаимодействие карбоксилат аниона с оксофосфониевым ион приводит к желаемому продукту реакции 12 и трифенилфосфин оксиду.
Хьюз и др. обнаружили, что образование ионной пары 5 происходит очень быстро. Образование оксофосфониевого интермедиата 8 наоборот является медленным и зависит от концентрации алкоксида. Таким образом, скорость реакции контролируется основностью карбоксилата.